# Revue du monde musulman
Die Revue du monde musulman ist eine von der Mission Scientifique du Maroc publizierte französischsprachige islamwissenschaftliche Zeitschrift. Sie erschien in Paris im Verlag Leroux in den Jahren 1907–1926. Ihre Fortsetzung ist die Revue des études islamiques.
Nahum Schlousch schrieb darin auch über das marokkanische Judentum. Die Mission scientifique du Maroc war 1904 von Alfred Le Chatelier (1855–1929), Professeur am Collège de France, gegründet worden.